# Federica a Adolfo
Federica a Adolfo (v italském originále Federica ed Adolfo) je opera o dvou dějstvích českého skladatele Vojtěcha Jírovce na libreto italského dramatika Gaetana Rossiho na námět rytířské hry Christiana Heinricha Spieße Klara von Hoheneichen. Premiéru opery uvedlo 6. dubna 1812 vídeňské Divadlo u Korutanské brány (Theater am Kärntnertor).

## Vznik, charakteristika a historie
Vojtěch Jírovec byl od roku 1804 druhým kapelníkem vídeňského dvorního operního divadla a v tomto postavení, a to i na základě svých smluvních povinností, komponoval pro toto divadlo větší i drobné opery. Všechny měly formu německy mluveného singspielu, avšak s jednou výjimkou: na rok 1812 angažovalo vídeňské divadlo slavného sopranistu Giovanniho Battistu Vellutiho (1780–1861), posledního významného pěvce-kastráta. Vedení divadla požádalo Jírovce, aby pro něj složil operu nejen na italské libreto, ale i v italském stylu – ke kterému patřila redukce instrumentální a harmonické složitosti běžné pro středoevropskou operní tvorbu a soustředění na melodii (jak tisk komentoval, Jírovec v sobě potlačil „studovaného skladatele“).

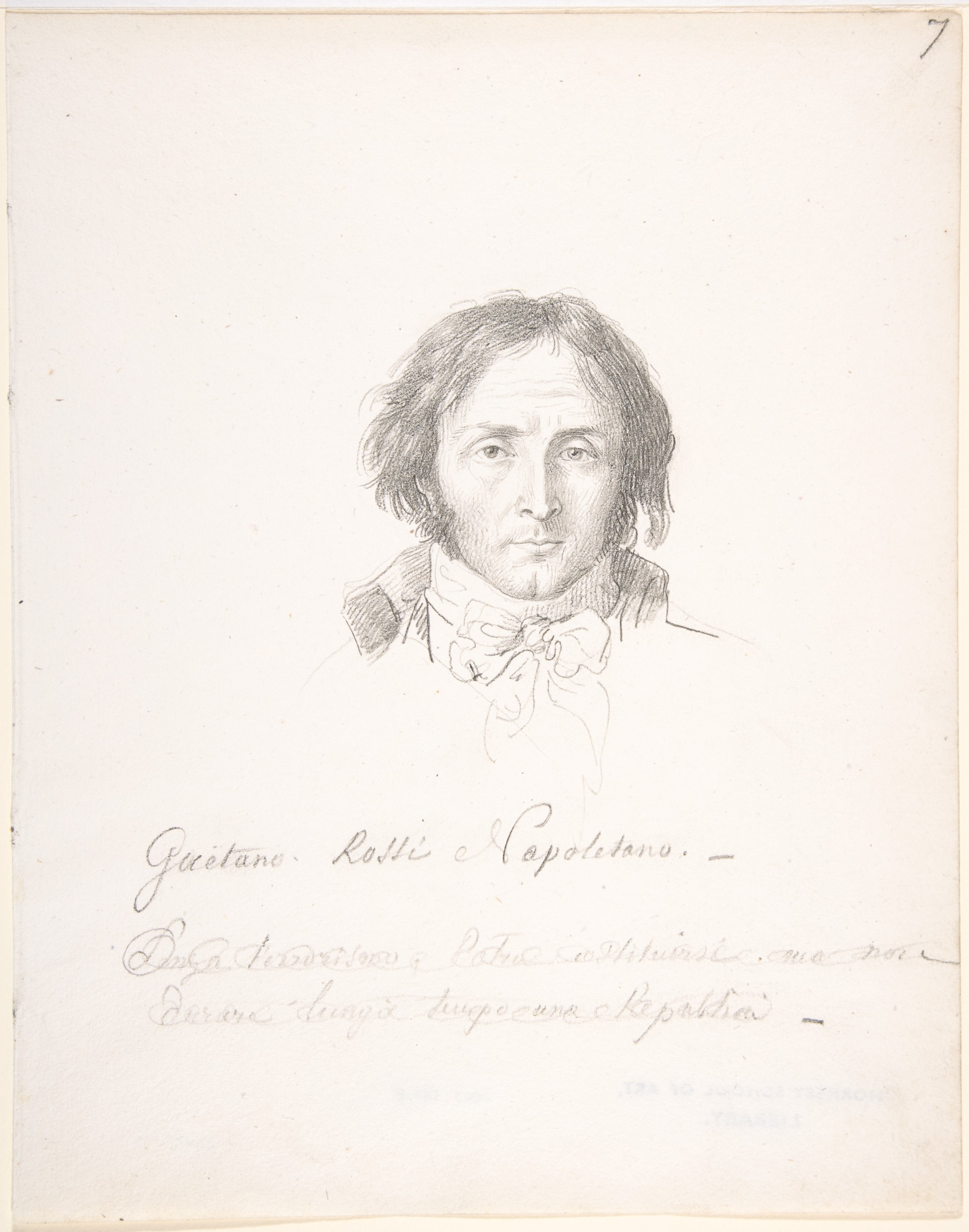
Libretista Federicy a Adolfa Gaetano Rossi, kresba Jeana-Baptista Wicara

Libreto pro ni napsal plodný libretista, momentálně v císařských službách, Gaetano Rossi (1768–1855). Rossi pracoval s nejvýznamnějšími skladateli své doby (Meyerbeer, Rossini, Donizetti, Mercadante, Mayr, Paër, Pacini…). Podkladem mu byla velmi populární a v celém německojazyčném prostoru hraná rytířská hra Christiana Heinricha Spieße Klara von Hoheneichen, která měla premiéru 30. listopadu 1790 v Kasselu. Při Rossiho adaptaci na operní libreto byl děj podstatně zjednodušen (z čtyř aktů na dva), nadto i jeho libreto (jak vyplývá z tištěné verze) bylo pro účely zhudebnění a provedení dále kráceno, takže řadě podrobností či narážek lze bez znalosti činoherní předlohy obtížně rozumět. Byla změněna i některá jména na zpěvnější (např. „Klara von Hoheneichen“ na „Federica di Düsseldorf“); rovněž z historického durynského lankraběte Jindřicha (Raspeho) se stal fiktivní „Ernesto“. Jírovcovo zhudebnění má podobu dobové číslové opery, ve které se střídají prostý (secco) recitativ, doprovázený (accompagnato) recitativ a plně zpěvní části (árie, sbory a ansámbly).
Jírovec ve svých pamětech o této opeře píše: „…pak následovala pro benefici pěvce Velutiho zvlášť komponovaná italská opera Federica ed Adolfo, která sklidila tak vynikající ovace, že vícero hudebních kusů v ní muselo být opakováno a že také tyto hudební kusy byly prováděny na velkých koncertech a i tam, stejně jako při představení opery samotné, se vyžadovalo da capo [=zopakování od začátku].“

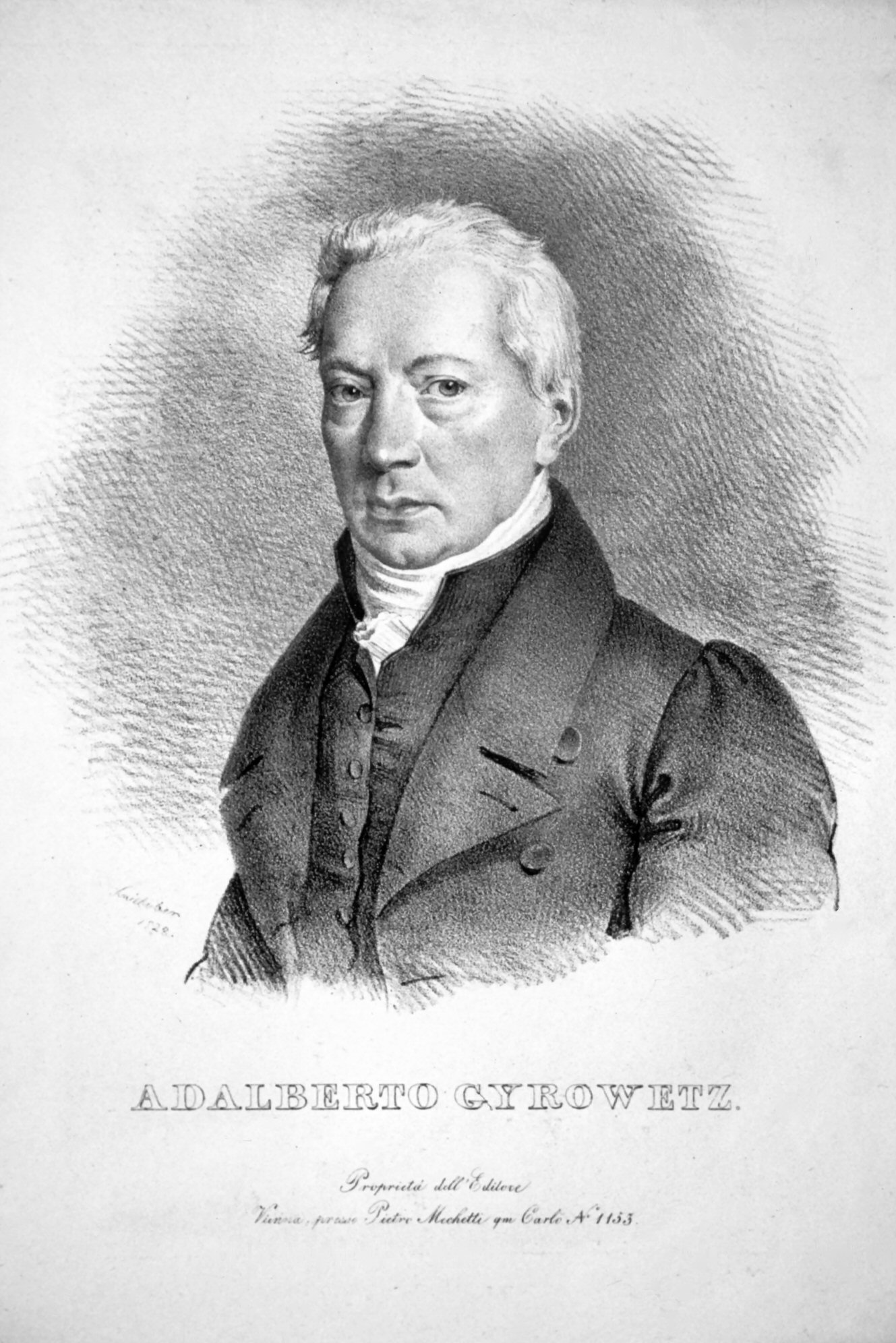
Vojtěch Jírovec, litografie Josefa Kriehubera z roku 1828

Dobový tisk po premiéře (6. dubna 1812) skutečně tuto operu chválil, a to zejména po hudební stránce. Například Theater-Zeitung se rozepsal: „Dílo pana Rossiho vytvořilo řadu situací, které byly příhodné stejnou měrou pro hudbu i pro výpravu a které, i když sice nebyly přímo nové, ani ve své motivaci důkladně promyšlené, nelze označovat jako tak odpudivé, jak předstírali někteří nepřátelé jeho mladistvé múzy. Za velmi zdařilou prohlašuje referent hudbu pana Jírovce. Člověk si u tohoto talentovaného básníku hudby oprávněně zvykl nalézat v jeho dílech nové, líbivé a zajímavé myšlenky. Kdo si nevzpomíná se skutečným potěšením na jeho skvělou operu Agnes Sorel, na jeho hebkou, vřelou a zpěvnou hudbu ke zpěvohře Oční lékař? […] V této opeře se pan Jírovec zcela vyhnul oběma žánrům, kterých se dotknul ve dvou výše zmíněných dílech. Dal nám plně italskou hudbu, která nás tak úplně okouzlila, že člověk nepostrádal v žádném taktu onoho studovaného skladatele. Ovace obecenstva byly sdílené – opera ze strany hudby stránce uspokojila, jen provedení dílu neodpovídalo.“
I hudební časopis Allgemeine musikalische Zeitung mínil: „Tento kus se nad úroveň běžných italských oper nezvedá o nic více než řada jeho předchůdců a ovace, jež získal, platily výhradně cituplné, místy i skutečně originální hudbě pana Jírovce.“ Oceňoval především duet Federiky a Adolfa z 2. dějství a tercet z téhož dějství. O opakování čísel se tento časopis (stejně jako ostatní tisk) nezmiňoval, nicméně potvrzoval, že „pan Jírovec byl po prvním i druhém aktu vyvoláván. Tuto čest se skladatelem sdíleli slečna Sessiová a pánové Velluti a Siboni.“ I když Œsterreichisches Musiklexikon tvrdí, že Velluti vystoupil v roli Adolfa „se senzačním úspěchem“, dobový tisk to viděl jinak: „Pan Velluti jako Adolfo zdá se tak rychle pozbyl přízně publika, jak ji kdysi rychle získal.“ Rovněž u A. M. Stessiové tisk naznačoval, že potlesk sklidila za pouhý fakt, že zpívala titulní roli, spíše než za svůj konkrétní výkon. Jednoznačné chvály se dočkal Guiseppe Siboni v roli zlotřilého lantkraběte.

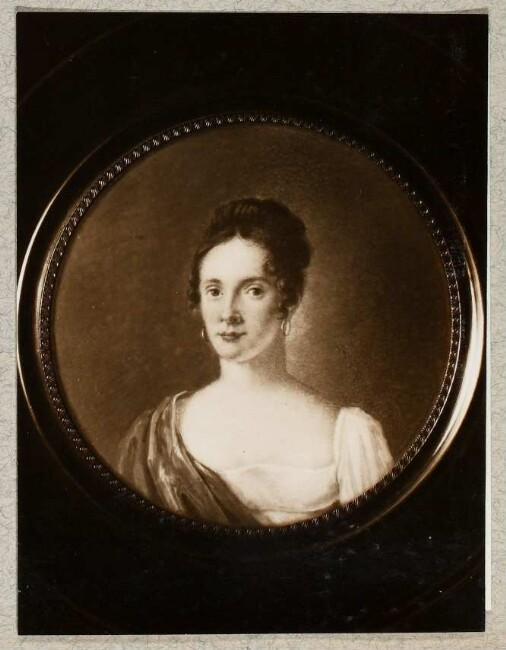
Pěvkyně Helene Harlaßová, která zpívala roli Adolfa di Verdau ve Federice a Adolfovi po odchodu G. B. Vellutiho

Přesto opera Federica a Adolfo dosáhla jen skromného počtu sedmi představení, z nichž poslední se konalo 19. května 1813. Musikalische Zeitung ve své zprávě o této opeře již komentoval: „Nová italská opera Federica ed Adolfo od Rossiho, s hudbou od Jírovce, přestože hlavní role v ní výtečně zpívali slečna A. M. Sessi a pánové Siboni, Vogl a Veluti a přestože ji ředitelství dvorních divadel s velkorysostí sobě vlastní vypravilo velkým počtem nových dekorací a nádhernými kostýmy, získala jen efemérní přízeň, protože při třetím představení bylo divadlo zaplněno diváky stěží z poloviny.“ Častějším nebo dalším reprízám byly ostatně na překážku potíže s obsazením; zejména titulní mužskou roli psanou pro kastrátský hlas bylo bez Velutiho nemožné adekvátně obsadit (při repríze v roce 1813 roli Adolfa zpívala Helene Harlaßová).
O toto Jírovcovo dílo se zajímala i některá jiná divadla – například královské divadlo ve Stuttgartu si vyžádalo z Vídně opis partitury a zadalo překlad libreta do němčiny, nastudování se však nerealizovalo. Federica a Adolfo byla nicméně uvedena ve Varšavě, a to dne 30. května 1816; pod názvem Fryderyka i Adolf ji do polštiny přeložil Tomasz Kantorbery Tymowski.
Jírovec pořídil z této opery klavírní výtah, který vydalo nakladatelství Dvorních divadel, a dobový tisk dosvědčuje jeho tvrzení, že se úryvky z této opery prováděly na významných koncertech.
Federica a Alfredo nebyla jediná Jírovcova opera na italské libreto. Již roku 1791 napsal operu Semiramis na mnohokrát zhudebněné libreto Pietra Metastasia pro londýnské divadlo Pantheon – avšak dříve, než mohla být uvedena, Pantheon vyhořel a přitom byla zničena i partitura této opery. Druhou pak byla komická opera Falešný Stanislav, jež měla premiéru v milánském divadle La Scala roku 1818. Po jejím uvedení dostal Jírovec pokyn zaslat do Milána i partituru Federicy a Adolfa, ale byl k tomuto podniku na základě svých zkušeností skeptický, jak psal svému žáku Franzi Kandlerovi: „…už samotný zvláštní vkus Miláňanů a nedostatek pozornosti, kterou věnují umění – jak jsme to zažili u Mozartových oper – mě nenechávají očekávat mnoho příznivého.“ Skutečně tato opera nikdy v Itálii uvedena nebyla.

## Osoby a první obsazení
| osoba                                              | hlasový obor     | premiéra (6. duben 1812)                 |
| -------------------------------------------------- | ---------------- | ---------------------------------------- |
| Ernesto, lankrabě durynský                         | tenor            | Giuseppe Siboni                          |
| Federica di Düsseldorf                             | soprán           | Anna Maria Sessi (provd. Neumann)        |
| Rytíř Adolfo di Verdau                             | soprán (kastrát) | Giambattista (Giovanni Battista) Velluti |
| Rytíř Gottardo di Drakenberg                       | baryton          | Johann Michael Vogl                      |
| Rytíř Ottone di Rembach                            | bas              | Ignaz Saal                               |
| Tecla, Federičina sestra                           | soprán           | Katharina Kiker                          |
| Enrico, Adolfův pobočník                           | tenor            | Joseph Frühwald                          |
| Villibaldo, Ernestův pobočník                      | tenor            | August Anders                            |
| Roberto, jiný pobočník                             | …                | …                                        |
| Rytíři a vojáci lankraběte, Adolfa a Ottona        |                  |                                          |
| Dirigent: Vojtěch Jírovec                          |                  |                                          |
| Výprava: Melchior, Anton Arrigoni, Johann Scharhan |                  |                                          |

## Děj opery
Děj se odehrává ve středověkém Durynsku. Šlechtična Federica di Düsseldorf milovala rytíře Adolfa di Verdau, ale z donucení otce se musela provdat za jiného. Jenže k ní zahořel láskou durynský lankrabě Ernesto, Federičina manžela zabil a Federicu i s její sestrou Teclou uvěznil na svém hradě. Adolfo a jeho přítel a Federičin příbuzný Ottone di Rombach vytáhli proti lankraběti, aby vězeňkyni osvobodili.

### 1. dějství

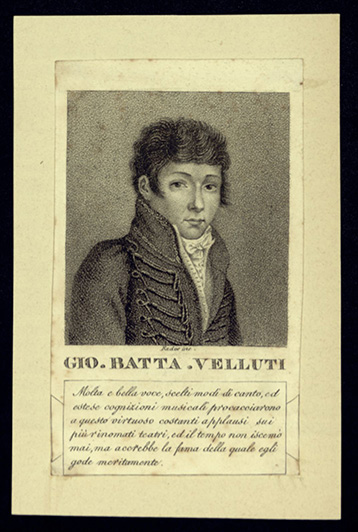
Giambattista Velluti, představitelka Adolfa ve Federice a Adolfovi, rytina Luigiho Radose

(1. obraz – Gotická síň na hradě lankraběte Ernesta) Vojáci lankraběte zmatkují nad nenadálým útokem na hrad. Vyptávají se Ernestova rádce, rytíře Gottarda di Drakenberg, co se děje. Ten jim vypráví, že proti nim bojují lankraběcí leník Ottone a neznámý další válečník se svými oddíly; Gottardo radí vyčkat posil, ale nepochybuje o Ernestově vítězství (introdukce Sorse omai nel ciel l'aurora). – Po jejich odchodu se objeví Ernesto a Federica. Ernesto sličné vdově vnucuje svou lásku, protože ví, že svého manžela nemilovala, ale Federica jeho náklonnost vytrvale odmítá (duet Ma perchè crudel m'insegni). Ernesto si stěžuje Gottardovi a ten mu radí počkat a případně využít síly. Ernesto si slibuje, že si vdovu podvolí tak či onak.
(2. obraz – Prostranství před Ernestovým hradem) Před bránou hradu se srotilo vojsko Adolfa a Ottona. Adolfo jim dodává odvahu a doufá v své brzké štěstí (sbor La tromba guerriera a kavatina Quel nobile desio). Z brány vyjde Ernesto se svými družiníky (pochod). Kárá Ottona za vzpouru proti svému lennímu pánu a Ottone ho zase obviňuje, že se únosem Federicy a Tecly zpronevěřil svým povinnostem. Ernesto odmítá vydat Federicu, což rozzuří Adolfa: představuje se lankraběti a vyhrožuje mu, takže i Ernesto se rozlítí. Strany se rozcházejí s tím, že jediným řešením je boj (kvartet a sbor Quando il suon delle belliche trombe … Qual' ardore mi ferve nel sangue).
(3. obraz – Federičina komnata) Federica utěšuje malomyslnou Teclu. Gottardo přináší tlumočit Federice Ernestovu nabídku k sňatku. Federica doufá v Ottonovu pomoc, ale když Gottardo zmíní, že Ottonovi pomáhá i Adolfo, zmocňuje se jí nevídané nadšení (recitativ a árie 'Adolfo di Verdau! … Digli, che in sen quest' alma). Gottardo pak sděluje Ernestovi svou domněnku, že Adolfo je Federičin milenec. Vojáci právě přinášejí lankraběti zprávu zvědů, že dobyvatelé chtějí vniknout do hradu tajnou chodbou ústící do hradní kaple. Ernesto se svými ozbrojenci ji spěchá vstříc.
(4. obraz – Stará hradní kaple) Adolfo a Ottone s hrstkou vojáků pronikli do kaple a chystají se překvapit hradní posádku. Ta se ale záhy vřítí připravena a dochází k rychlému boji, ve kterém je Ottone údajně na útěku chodbou zabit a Adolfo odzbrojen a zajat. Přivádějí Federicu. Ona i Adolfo mají nejprve radost ze setkání po dlouhé době, ale pak Ernesto klade podmínku: pokud mu Federica dá svou ruku, propustí Adolfa, jinak ho čeká smrt. Adolfo tento obchod odmítá, ale lankrabě dává Federice čas na rozmyšlenou (finále Ah si vada. Ecco il punto s'affretta … Deh seconda, oh ciel pietoso … Non v'è di quel ch'io sento … Perfidi! non sperate).

### 2. dějství

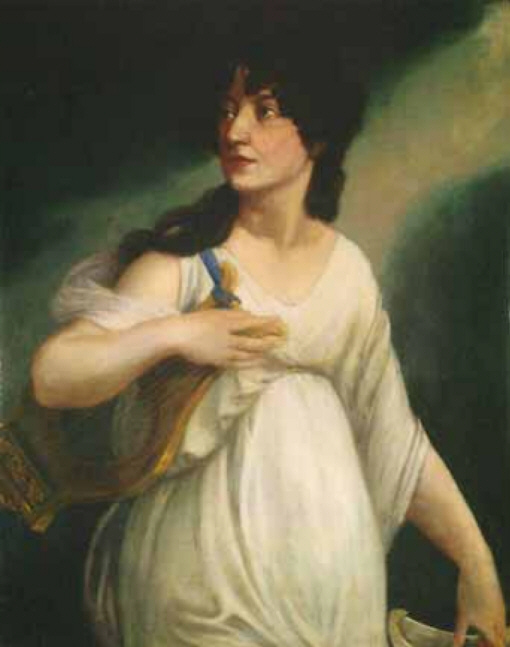
Sopranistka Anna Maria Sessi, představitelka Federicy ve Federice a Adolfovi, olejomalba Josefa Abela z roku 1807

(1. obraz – Velká síň na Ernestově hradě) Lankraběcí rytíři a vojíni slaví vítězství nad útočníky (sbor In cosi lieto giorno). Ernesto si dává předvést Adolfa. Slibuje mu svobodu, pokud se vzdá Federicy, ale Adolfo je hotov raději zemřít a nedbá ani Gottardova varování. Rozzlobený lankrabě tedy potvrzuje ortel smrti a oznamuje Adolfovi, že v přímo okamžiku smrti uzří, jak se Federica stává jeho ženou. Adolfem zmítá žárlivost (tercet Ah che qualor si perde … Un geloso acerbo sdegno). Sotva je Adolfo odveden, přibíhá Federica a vyptává se Gottarda po milencově osudu. Ten jí odpoví, že má Adolfův život sama v rukou: provdá-li se za hraběte, bude Adolfo ušetřen. Federica tedy přísahá, že tak učiní, a o samotě pak zoufá (árie Ohimè! non so più reggere!).

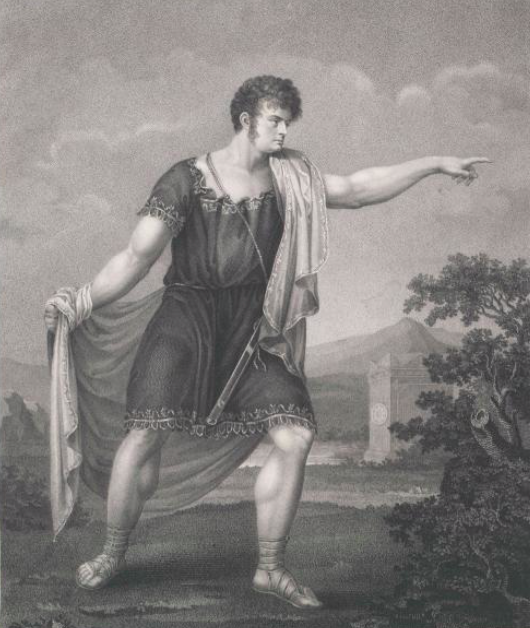
Tenor Giuseppe Siboni, představitel lankraběte Ernesta ve Federice a Adolfovi

(2. obraz – Ernestův kabinet) Ernesto se raduje: Federica mu slíbila sňatek a Adolfo byl propuštěn, za okamžik bude navždy pryč. Federica s ním chce naposledy promluvit a Gottardo Ernestovi radí, aby jí to povolil. Současně však Ernesta přesvědčuje, že se nebezpečí ze strany Adolfa zbaví jen tím, že ho dá na odchodu úkladně zavraždit. Ernesto se zdráhá spáchat nový zločin, ale nakonec na tento návrh přistoupí (duet Serena quel ciglio). – Přichází Federica a je k ní přiveden Adolfo. Ten je rozzloben, že ho zradila, ale Federica mu vysvětluje svůj záměr: jakmile jí Adolfo pošle znamení, že je v pořádku pryč, spáchá sebevraždu dýkou. Adolfo zase slibuje, že co nejdříve sežene nové síly a vrátí se pro ni, buď ji zachránit, nebo umřít po jejím boku (recitativ a duet Prendi, e allor che potrai …Per me in vita, oh dio! ti serba). Sotva se rozejdou, vyráží Gottardo s doprovodem několika ozbrojenců, aby Adolfa na příhodném místě zabili.
(3. obraz – Zasněžená horská krajina) Ottone byl zraněn, ale již je mu lépe. Adolfův pobočník Enrico mu tvrdí, že opevněný a dobře strážený hrad nelze napadnout, ale Ottone nechce ponechat Adolfa a Federicu napospas tyranovi. Při pozorování nepřítele ze skály naleznou náhodou tajnou chodbu vedoucí na hrad. Enrico se ji vydá prozkoumat a Ottone si dodává naději a odvahu (árie Fra le infauste, ed acerbe vicende). Přichází Adolfo; Ottone a ostatní rytíři ho nadšeně vítají. Adolfo vysvětluje, co se událo, a opět volá celou družinu do vítězného boje (árie se sborem In fronte a voi riluce … Di gioja spirerò). Těsně před odchodem uvidí Gottarda a jeho druhy skupinku a z jejich hovoru vytuší záměr zavraždit Adolfa. Adolfovi a Ottonovi zbrojnoši se na ně sesypou a snadno je zajmou.
(4. obraz – Táž síň jako na začátku opery) Tecla marně konejší Federicu před chystaným svatebním obřadem. I Ernesto je zaražen nevěstinou truchlivou náladou, ale Federica mu suše odpovídá, ať ji odvede k oltáři. Ernesto jí slibuje ráj na zemi (árie Mai questo amor verace). Tu je slyšet řinčení zbraní  výkřiky „Ať žije Adolfo!“ Vzápětí jsou lankraběcí stráže poraženy a Adolfo sám odzbrojuje Ernesta. Adolfo a Federic obnovují svou milostnou přísahu. Ernsto uznává svou porážku a Federica mu okamžitě uděluje odpuštění. Všichni se radují (závěrečná scéna a sbor Viva Adolfo! … Ah fra tanti incerti palpiti).